# ピスティッチ
ピスティッチ（伊: Pisticci）は、イタリア共和国バジリカータ州マテーラ県にある、人口約1万8000人の基礎自治体（コムーネ）。

## 地理

### 位置・広がり

#### 隣接コムーネ
隣接するコムーネは以下の通り。
- ベルナルダ
- クラーコ
- フェッランディーナ
- モンタルバーノ・イオーニコ
- モンテスカリオーゾ
- ポマーリコ
- スカンツァーノ・イオーニコ

## 行政

### 分離集落
ピスティッチには、以下の分離集落（フラツィオーネ）がある。
- Marconia, Tinchi, Centro Agricolo, Casinello, Pisticci Scalo, Marina di Pisticci